# Равин
Равинът е учен, който е ръкоположен и упълномощен, в съгласие с еврейската традиция, да се разпорежда относно въпроси, касаещи ритуалите и най-често свързани с правилата за хранене. Равините имат също така статут на духовни учители и мъдреци. Почтителната форма на обръщение към равина е рави (равви, равуни, раббуни, раббони).
Тъй като традицията забранява да се приемат пари за дейности като обучение или вземане на решения, свързани с Халахата, в миналото равините не получавали никакво възнаграждение за извършваните от тях дейности и трябвало да се издържат самостоятелно. Съвременните равини са служители на заплата към синагогите с обширни свещенически и проповеднически задължения. В рамките на реформистките, реконструктивистките и консервативните течения на юдаизма, жените също могат да бъдат ръкополагани като равини, докато ортодоксалният юдаизъм се противопоставя на подобна практика.

## Произход
В Стария Завет думата „равин“ не се среща нито веднъж. Най-ранният писмен източник, в който се споменава е Новият завет, където е преведена като „учителю“ (Иоан 1:38, 20:16). На иврит се произнася рибби, съвр. рабби и произлиза от „раб“ – велик, което съответства по значение на латинското magister (от magis). Постепенно придобива смисъл на титла. Над нея стои титула раббан („наш учител“), носен само от 7 законоучители.